# Сколия четырёхточечная
Сколия четырёхточечная (лат. Scolia sexmaculata) — палеарктический и неотропический вид перепончатокрылых насекомых из семейства сколий (Scoliidae). В литературе этот вид чаще цитировался под именем Scolia quadripunctata Fabricius, 1775.
Тело (длиной 10—15 мм) чёрное, волосистое. Имеются четыре, реже две (у S. q. var. biguttata), желтоватые точки на втором и третьем брюшных сегментах (иногда есть третья пара точек на 4-м сегменте). Крылья цвета ржавчины, их вершина коричневая. Личинки являются паразитами личинок кузьки посевного (Anisoplia austriaca).